# 대야도서관 (군포시)
군포시 대야도서관은 경기도 군포시 소재의 시립 도서관이다.

## 연혁
- 2003년 12월 17일 개관.

## 시설현황
- 옥상: 천체관측실, 천체투영실, 하늘공원
- 4층: 천문우주체험관, 열람실, 전자정보열람실
- 3층: 종합자료실, 유아/아동실, 서고, 정리실

## 이용 안내
이용 시간
- 종합자료실: 평일 09:00~22:00 / 토,일요일 09:00~18:00
- 아동유아실: 매일 09:00~18:00
- 열람실, 전자정보열람실: 월~토요일 07:00~24:00 / 일요일 09:00~18:00
- 법정공휴일은 자료실 및 열람실 09:00~18:00 이용가능

휴관일
- 1월 1일, 설 연휴, 추석 연휴